# Monte Paschi Strade Bianche 2011
La Monte Paschi Strade Bianche 2011, quinta edizione della corsa, è stata disputata il 5 marzo 2011, per un percorso totale di 190 km. Il vincitore è stato il belga Philippe Gilbert, che ha terminato la gara in 4h44'26" alla media oraria di km 40,079.

## Percorso
La gara parte da Gaiole in Chianti ed arriva a Siena nella celebre Piazza del Campo, per una distanza complessiva di 190 km, percorrendo le strade bianche, la componente più caratteristica della corsa, 57,2 km, suddivisi in otto settori:
- Settore 1 Radi: dal km 35 al 48,5 di km 13,5
- Settore 2: dal km 53,9 al 59,4 di km 5,5
- Settore 3 Lucignano d'Asso: dal km 82,3 al 94,2 di km 11,9
- Settore 4 Pieve a Salti: dal km 95,2 al 103,2 di km 8,0
- Settore 5 Monte Sante Marie: dal km 132,4 al 143,9 di km 11,5
- Settore 6 Montechiaro: dal km 163,7 al 167 di km 3,3
- Settore 7 Colle Pinzuto: dal km 170,4 al 172,8 di km 2,4
- Settore 8 Le Tolfe: dal km 176,7 al 177,8 di km 1,1

## Squadre e corridori partecipanti
Le squadre ciclistiche iscritte erano quattordici, composte da otto corridori ciascuna. Di queste sette erano le squadre con licenza "UCI Pro Tour", sei squadre rientravano nella fascia "UCI Professional Continental Team" e una nella "UCI Continental Team". Alla partenza si sono presentati 110 corridori; tra i precedenti vincitori della corsa ha partecipato Fabian Cancellara (edizione del 2008).
| N.    | Cod. | Squadra                   |
| ----- | ---- | ------------------------- |
| 1-8   | ASA  | Acqua e Sapone            |
| 11-18 | AND  | Androni Giocattoli        |
| 21-28 | BMC  | BMC Racing Team           |
| 31-38 | COG  | Colnago-CSF Inox          |
| 41-48 | DER  | De Rosa-Ceramica Flaminia |
| 51-58 | FAR  | Farnese Vini-Neri Sottoli |
| 61-68 | GEO  | Geox-TMC                  |

| N.      | Cod. | Squadra                    |
| ------- | ---- | -------------------------- |
| 71-78   | THR  | HTC-Highroad               |
| 81-88   | LAM  | Lampre-ISD                 |
| 91-98   | LIQ  | Liquigas-Cannondale        |
| 101-108 | OLO  | Omega Pharma-Lotto         |
| 111-118 | GRM  | Team Garmin-Cervélo        |
| 121-127 | LEO  | Team Leopard-Trek          |
| 131-138 | TT1  | Team Type 1-Sanofi Aventis |

## Resoconto degli eventi
Dopo una prima fuga di Alessandro De Marchi e Joost Posthuma, il gruppo si è presentato compatto all'imbocco del primo tratto di sterrato, nel corso del quale sono usciti dal gruppo dieci ciclisti, Ermeti, Kohler, Rocchetti, Ricci Bitti, Brandle, Velits, Longo Borghini, Peterson, Van Avermaet e O’Grady ai quali successivamente si sono aggregati Hansen e Sinkewitz. Il vantaggio dei fuggitivi è arrivato a una punta massima di 3 minuti. Nel quinto tratto di sterrato, il più impegnativo, mentre il gruppo impetuosamente recuperava terreno, hanno allungato Van Avermaet e O'Grady ai quali si sono accodati Ermeti e Brandle. I fuggitivi raggruppatisi nuovamente conservavano ancora 43” sul gruppo all'inizio del sesto segemto sterrato. Nuovo tentativo di fuga di Van Avermaet e O'Grady che all'inizio dell'ultimo tratto di sterrato, l'ottavo, a 15 km dall'arrivo conservavano ancora 20” di vantaggio. La loro fuga termina ai meno 12 km. Un gruppo ristretto di 20 ciclisti si sono giocati la vittoria sull'ultima rampa che portava nel centro di Siena e in breve leggera discesa in Piazza del Campo. Il belga Philippe Gilbert  ha vinto la 5/a edizione delle Strade Bianche precedendo l'ex campione del mondo Alessandro Ballan e Damiano Cunego.

## Ordine d'arrivo (Top 10)
| Pos. | Corridore         | Squadra      | Tempo    |
| ---- | ----------------- | ------------ | -------- |
| 1    | Philippe Gilbert  | Omega        | 4h59'02" |
| 2    | Alessandro Ballan | BMC          | s.t.     |
| 3    | Damiano Cunego    | Lampre       | s.t.     |
| 4    | Jure Kocjan       | Type 1       | s.t.     |
| 5    | Fabian Cancellara | Leopard      | s.t.     |
| 6    | Ángel Vicioso     | Androni      | s.t.     |
| 7    | Oscar Gatto       | Farnese Vini | s.t.     |
| 8    | Giovanni Visconti | Farnese Vini | s.t.     |
| 9    | Greg Van Avermaet | BMC          | s.t.     |
| 10   | Fabian Wegmann    | Leopard      | s.t.     |